# Riforma linguistica

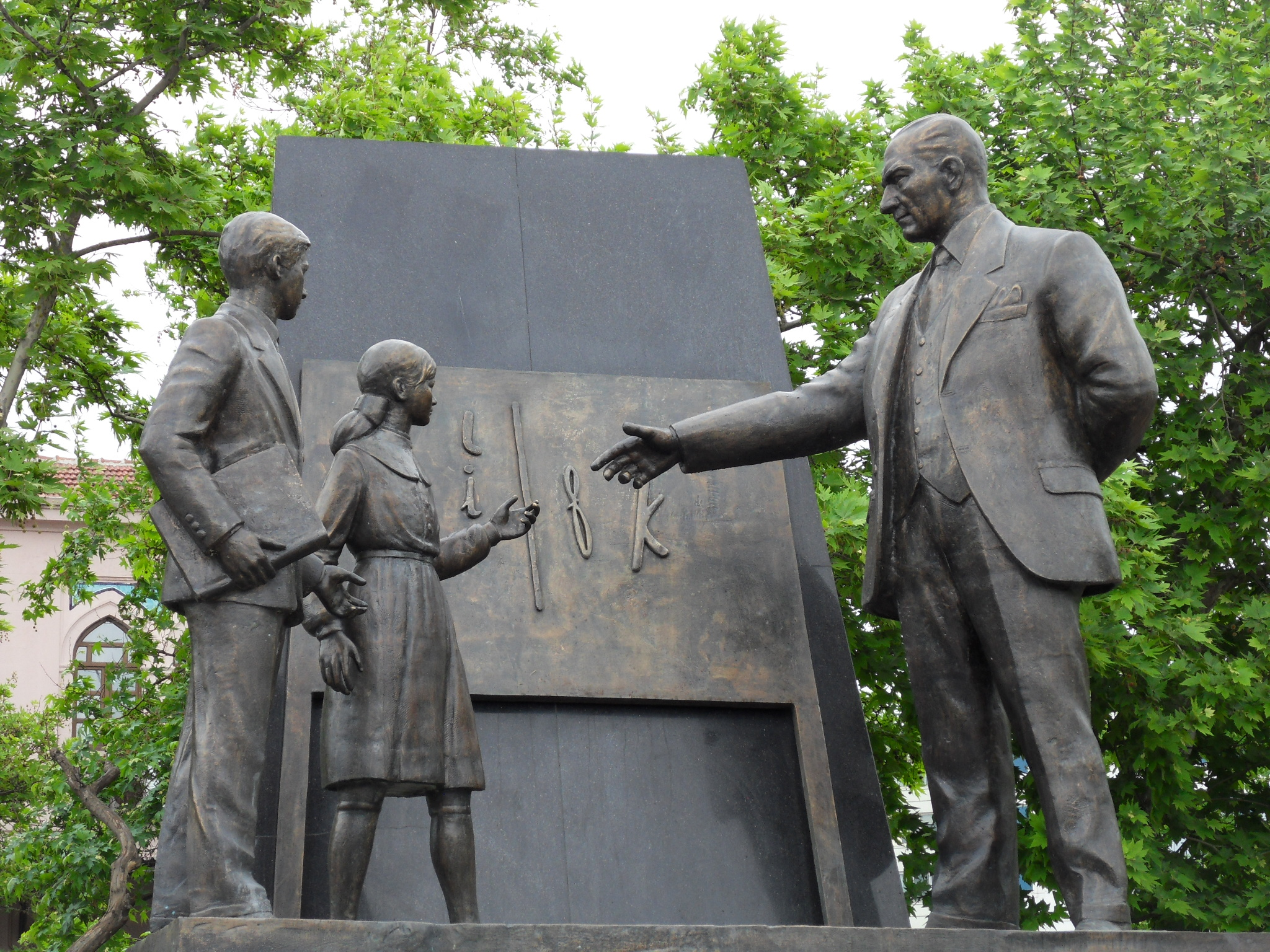
Kadıköy: monumento commemorativo della riforma della alfabeto turco operata da Atatürk

Una riforma linguistica è un tipo di pianificazione linguistica che implica un massiccio cambiamento del linguaggio. Gli strumenti tipici della riforma della lingua sono la semplificazione e la purificazione: la semplificazione rende la lingua più facile da utilizzare attraverso la regolarizzazione del glossario e della grammatica; la purificazione fa divenire il linguaggio conforme ad una versione della lingua percepita come più pura.

## Semplificazione
Il tipo di riforma linguistica di gran lunga più comune riguarda la semplificazione dell'ortografia; ciononostante, anche la morfologia, la sintassi, il vocabolario e i procedimenti di formazione e derivazione delle parole possono essere anch'essi oggetto di riforma. Ad esempio, in italiano esistono numerosi prefissi con significato "negatorio": il latino in-/im- (insuccesso, impossibile, contrari di successo, possibile), ed i greci a-/an- (amorale, anionico), dis- (disarmonico, disabile). Un'eventuale riforma linguistica potrebbe proporre di eliminare i prefissi greci ed usare il solo prefisso latino, ad esempio in-/im-: immorale (aggettivo peraltro esistente e utilizzato), *inionico, *inarmonico, *inabile. D'altro canto, esistono numerose parole (come ad esempio buono e cattivo) che esprimono di per sé concetti opposti; in termini di semplicità potrebbe applicarsi lo stesso principio e dire *imbuono (o *incattivo; ma usualmente, in tali casi il concetto prescelto è sempre quello "positivo"), eliminando del tutto dalla lingua cattivo (o buono).
Tale procedimento è ovviamente del tutto teorico, e reali interventi di questo genere in una lingua sono pressoché impraticabili, perlomeno come riforma pianificata. Pur essendo in senso lato stati presi a modello per la costruzione di lingue artificiali, come l'esperanto, caratterizzate dalla necessità di un'assoluta regolarità morfologica con la totale assenza di eccezioni, sono considerate inapplicabili ad una lingua naturale. Non a caso, proprio da una riforma di tale genere è costituito il Newspeak, la "Neolingua" inglese ideata da George Orwell nel suo "1984", titolo del romanzo scritto nel 1948, nel quale vedeva una riforma di tale genere, su una lingua esistente, come espressione di una società totalitaria.
La forma più comune di semplificazione è senz'altro la riforma ortografica. Alcune lingue tra le maggiori del mondo hanno subito nella loro storia delle massicce riforme ortografiche: lo spagnolo nel XVIII secolo, il portoghese nel 1910, in Portogallo, e a più riprese (1946, 1972) in Brasile, il tedesco (nel 1901/02 e nel 1996/98) e il russo, prima nel 1728 e poi nel 1919.

## Purismo
Il purismo linguistico è l'opposizione ad ogni forma di cambiamento in una data lingua, oppure il desiderio di eliminare alcuni cambiamenti che la lingua ha subito nel passato. A volte, delle riforme in senso puristico possono inavvertitamente riuscire a complicare una lingua, proponendo grafie etimologiche non rispondenti all'effettiva pronuncia (come nel Rinascimento italiano, con forme come correcto, adapto per corretto, adatto). Il caso più tipico in questo senso è quello dell'inglese: sempre durante il Rinascimento, furono spesso proposte e adottate false ortografie etimologiche sul modello latino (ad esempio, iland "isola" divenne island, con interferenza di insula, sebbene island sia una parola di pura origine germanica, come si evince dal confronto con il tedesco Eiland; propriamente, "terra insulare". Il termine primario germanico per "isola" è stato mantenuto nell'islandese ey, nello svedese ö, nel danese ø).

## Vantaggi e svantaggi
Come per ogni tipo di riforma, esistono motivi per essere favorevoli ed altri per essere contrari. Tutta la letteratura, i documenti digitali, le indicazioni stradali e le mappe dovrebbero essere oggetto di riscrittura. Inoltre, ognuno sarebbe costretto a "reimparare" la lingua. I bambini e chi studia una data lingua come lingua straniera si troverebbero alla lunga senz'altro meglio con una nuova e più facile ortografia, ma nel breve periodo sarebbero anche costretti a compiere notevoli sforzi per allontanarsi da una consuetudine già acquisita. Alcuni affermano che le lingue perderebbero la loro poeticità se sottoposte ad un cambiamento ortografico.
Tuttavia tali critiche non sono motivate. La maggior parte di esse si basa sull'assunto che una riforma spezzerebbe la catena tra il presente e il passato di una lingua. In realtà, una moderata riforma ortografica può contribuire all'istruzione e alla cultura, più che danneggiarle. Il costo della transizione può essere ben sostenuto mediante una buona pianificazione, un tempo sufficiente per la transizione e lo sfruttamento del favore popolare.

## Lingue riformate in passato
Alcune lingue che hanno subito riforme sono state:
- La lingua cinese, che subì molte riforme linguistiche:
  - nel 1920, la lingua cinese classica fu sostituita dalla lingua volgare come standard scritto;
  - il putonghua fu scelto come lingua ufficiale da una commissione tra diversi dialetti cinesi;
  - negli anni cinquanta il metodo di scrittura usato in Cina fu riformato imponendo l'uso del cinese semplificato, al posto del cinese tradizionale. Tale riforma fu poi adottata anche da Singapore e dalla Malaysia, ma i caratteri tradizionali sono rimasti in uso a Taiwan, a Hong Kong, a Macao e in varie comunità cinesi all'estero.
- La lingua ceca subì una prima riforma all'epoca di Jan Hus. Fu poi riformata nel XIX secolo. Il grafema W fu poi sostituito da V negli anni '40 dello stesso secolo; alla riforma contribuì il dizionario di Josef Jungmann, che rinnovò fortemente il lessico della lingua.
- La lingua estone fu modificata negli anni dieci e venti con ad una ricostruzione della grammatica, dell'ortografia e del lessico. Il movimento di riforma fu diretto da Johannes Aavik e Johannes V. Veski. La riforma comportò un massiccio impiego di prestiti dalla vicina lingua finlandese e da altre lingue uraliche, nonché l'invenzione di sana pianta di alcune radici.
- La lingua tedesca fu riformata negli anni 1901-1902 unificando l'ortografia, dapprima in Germania, poi negli altri Paesi germanofoni. Un'ulteriore riforma ortografica in senso semplificativo si è avuta molto di recente, tra il 1996 e il 1998. Da segnalare anche il pressoché totale abbandono, se non a fini estetici, dell'antica forma grafica dell'alfabeto (con la relativa scrittura manuale), la cosiddetta scrittura gotica (in tedesco: Fraktur).
- La lingua greca presenta una storia complicata e accidentata. Fu semplificata negli anni settanta ed ottanta, poiché la lingua ufficiale arcaizzante, la cosiddetta καθαρευούσα (katharévusa, "lingua purificante"), codificata nel XVIII secolo dal dotto Adamantios Korais, era non solo lontana dalla vera lingua popolare, la δημοτική (dhimotikí "lingua del popolo" o "volgare"), ma veniva vista come espressione degli strati più retrivi della popolazione ed era stata imposta nell'uso ufficiale dalla dittatura dei colonnelli. In pratica si era venuta a creare, per la difformità dei due tipi linguistici, una vera e propria diglossia. La dhimotikí venne adottata come lingua ufficiale dello stato nel 1974, con la fine della dittatura; nel 1982 un decisivo stacco con il passato fu compiuto con l'introduzione del cosiddetto sistema monotonico di accentazione grafica delle parole, che prevede l'uso del solo accento acuto al posto del complicato sistema classico tritonico (accento acuto, grave e circonflesso, che non aveva più nessuna valenza pratica e complicava ancor di più la già non semplice ortografia greca). Ciò nonostante, negli ultimi anni, nella middle class greca si è sviluppata una forma di "Greco moderno standard" (in inglese: Standard Modern Greek, SMG) che ha reintrodotto l'uso, anche nella stampa, di molti termini e modismi della katharévusa. In Grecia, comunque, non è raro trovare ancora le due forme coesistenti: gli stessi nomi della nazione e della sua capitale sono spesso confusi tra Έλλας (forma classica) e Eλλάδα (forma popolare), Αθήναι (forma classica) e Αθήνα (forma popolare). Nell'ultimo caso, quasi a sottolineare la vera e propria "mistura" che regna in Grecia dal punto di vista linguistico, la forma di genitivo "di Atene" si esprime più spesso nella forma classica Αθηνών che in quella popolare.
- La lingua ebraica moderna fu creata dall'antico ebraico (per opera principalmente di Eliezer Ben Yehuda) semplificando la grammatica (specialmente la sintassi), come le lingue indoeuropee, ottenendo nuove parole ed una semplificazione delle regole di pronuncia.
- La lingua ungherese, tra il tardo XVIII secolo ed i primi anni del XIX secolo, fu rinnovata con la coniazione di più di 10.000 parole nuove, di cui diverse migliaia ancora oggi in uso.
- La lingua irlandese negli anni quaranta ebbe una grande semplificazione riguardo l'ortografia. Ad esempio Gaedheal diventò Gael, Ó Séigheadh diventò Ó Sé. Ciononostante, anche l'ortografia riformata attuale resta lontana dall'effettiva pronuncia e costituisce una grossa difficoltà nell'apprendimento dell'irlandese.
- La lingua norvegese: appena la Norvegia divenne indipendente dalla Danimarca nel 1814, se ne distaccò anche dal punto di vista linguistico. Le riforme del 1907 e del 1917 hanno reso il riksmål ("lingua di stato" o "della nazione") la lingua scritta standard norvegese, rinominata bokmål "lingua letteraria" ("dei libri") nel 1929. Il bokmål ed il più vernacolare nynorsk ("neonorvegese"), codificato a partire dagli ultimi anni del XIX secolo dal linguista Ivar Aasen che si basò sui dialetti occidentali, rimasti più scevri dall'influenza danese e più simili al norreno, sono state rese più simili, o avvicinate, con una riforma del 1938. Oggi sono parlate entrambe le forme; sulle monete norvegesi il nome del Paese è alternato in Norge (bokmål) e Noreg (nynorsk). Una delle più "spettacolari" influenze del nynorsk sul bokmål è stata la reintroduzione (facoltativa) del genere femminile nei sostantivi (con i relativi morfemi): il bokmål classico, come il danese (e lo svedese) aveva fuso il maschile e il femminile in un unico genere (detto "comune" od utro) opposto al neutro.
- La lingua portoghese ha rimpiazzato un sistema tradizionale complesso con uno semplificato. La grafia portoghese anteriore al 1910 era pesantemente etimologica: si scriveva ad esempio asthma, phthysica, poi semplificate in asma, tísica. Tale riforma non fu però immediatamente recepita in Brasile, che continuò largamente a servirsi dell'ortografia tradizionale. Nel 1946 anche il Brasile si uniformò in gran parte alla riforma lusitana, ma le differenze ortografiche sono esistite fino al 2010, quando anche dal Portogallo è stata approvata una riforma che equipara le grafie del portoghese brasiliano a quello europeo, pur ovviamente rimanendo le due varianti, in quanto a forma parlata, indipendenti l'una dall'altra[1].
- La lingua rumena è forse quella che ha subito il maggior numero di riforme ortografiche nella sua storia. Fino al 1858 si scriveva tradizionalmente con una forma di alfabeto cirillico paleoslavo (non, quindi, nella "forma cittadina" russa), che negli ultimi anni della sua esistenza prevedeva l'apporto massiccio di lettere dell'alfabeto latino data la riconosciuta romanità della lingua. Nel 1858 fu introdotto un alfabeto latino assai imperfetto, basato in gran parte su quello italiano e con l'apporto di alcuni segni diacritici. Verso gli anni '20 si contavano nel rumeno non meno di quattro ortografie possibili. Tale alfabeto fu poi a più riprese riformato e unificato fino ad assumere, nel 1932, una forma che prevedeva per un peculiare fonema della lingua l'uso di due grafemi distinti, î (in posizione iniziale e finale) e â (in posizione mediana). È il fonema che si osserva nel nome della nazione, România. Tale sistema fu riformato dal regime socialista negli anni cinquanta, con la prescrizione dell'uso di î in ogni posizione (il nome della nazione passò quindi ad essere scritto Romînia; un dizionario pubblicato nel 1958 e ancora in largo uso si chiama Dicţionarul limbii romîne moderne). Nel 1958, però, l'uso di â fu reintrodotto nel nome România e in tutti i suoi derivati (român "rumeno" ecc.), dato che la grafia riformata rappresentava qui uno stacco troppo forte con la tradizione. Nel 1993, infine, con la fine della dittatura, si è tornati ufficialmente al sistema ortografico del 1932.
- La lingua somala, scritta tradizionalmente con l'alfabeto arabo per motivi religiosi, passò nel 1949 (con l'assistenza del linguista polacco Bogumil W. Andrzejewski) ad essere scritta con un alfabeto latino che fu reso obbligatorio nel 1972 dal presidente Siad Barre. La lingua fu riformata anche lessicalmente, con l'introduzione di neologismi a partire da radici puramente somale esistenti.
- La lingua turca subì una riforma radicale nel 1928, con l'abbandono dell'alfabeto arabo (altamente inadatto a rappresentare una lingua che si basa sull'armonia vocalica, poiché non prevede l'uso di segni vocalici) in favore dell'alfabeto latino. La riforma, imposta da Atatürk in persona, ebbe un successo notevole: in pochi anni, anche nell'ambito dello sforzo di modernizzazione e occidentalizzazione promosso dai "Giovani Turchi", il vecchio alfabeto arabo si ridusse a pochi scritti di natura religiosa e alle note personali di qualche anziano. Il nuovo alfabeto turco-latino fu basato in buona parte su quello tedesco (con l'uso, ad esempio, dei grafemi ö e ü). La riforma non riguardò soltanto l'alfabeto: il vecchio Turco ottomano era una mistura inestricabile, lessicale e morfosintattica, di turco, arabo e persiano, ed ammetteva costruzioni, come la izâfat persiana, che sono l'esatto contrario di quelle naturali della lingua turca. Tutto ciò fu radicalmente eliminato, anche con l'aiuto di valenti linguisti e letterati tra i quali si distinse Zıya Gök Alp: la lingua fu "riturchizzata" con l'eliminazione di gran parte del lessico non autoctono, e con diversi interventi di creazione lessicale (o di rimessa in circolazione di parole antiche, dialettali ecc.). Nel turco attuale le parole di origine araba (es. kitap "libro") e persiana (es. hane "casa, giardino") sono rimaste solo quando non è stato trovato un sostituto adatto, oppure perché oramai troppo radicate nella lingua popolare. Molte parole del turco moderno sono state riprese anche dalle lingue occidentali (specialmente dal francese), tra le quali anche l'italiano (protesto "protesto, cambiale", tıyatro "teatro").
- La lingua vietnamita è stata scritta fino al XX secolo con il sistema vernacolare ideografico detto Chữ nôm, basato sui caratteri cinesi; fin dal XVII secolo, però, era stato introdotto un sistema grafico basato sull'alfabeto latino (e con pesanti influenze dei sistemi portoghese e italiano) ideato da alcuni missionari per la divulgazione delle Sacre Scritture. Tale sistema fu reso obbligatorio dopo la fine dell'amministrazione coloniale francese. Il sistema grafico vietnamita-latino prevede l'uso di numerosissimi segni diacritici, sia per indicare particolari fonemi vocalici, sia per indicare i toni.